# فرانكو بيريز
فرانكو بيريز (بالإسبانية: Franco Pérez) (1996 في الأرجنتين - ) هو لاعب كرة قدم أرجنتيني في مركز الهجوم. لعب مع نيولز أولد بويز.

## وصلات خارجية
- فرانكو بيريز على موقع قاعدة بيانات كرة القدم.إي يو (الإنجليزية)
- فرانكو بيريز على موقع Soccerway.com (الإنجليزية)